# 타케스탄

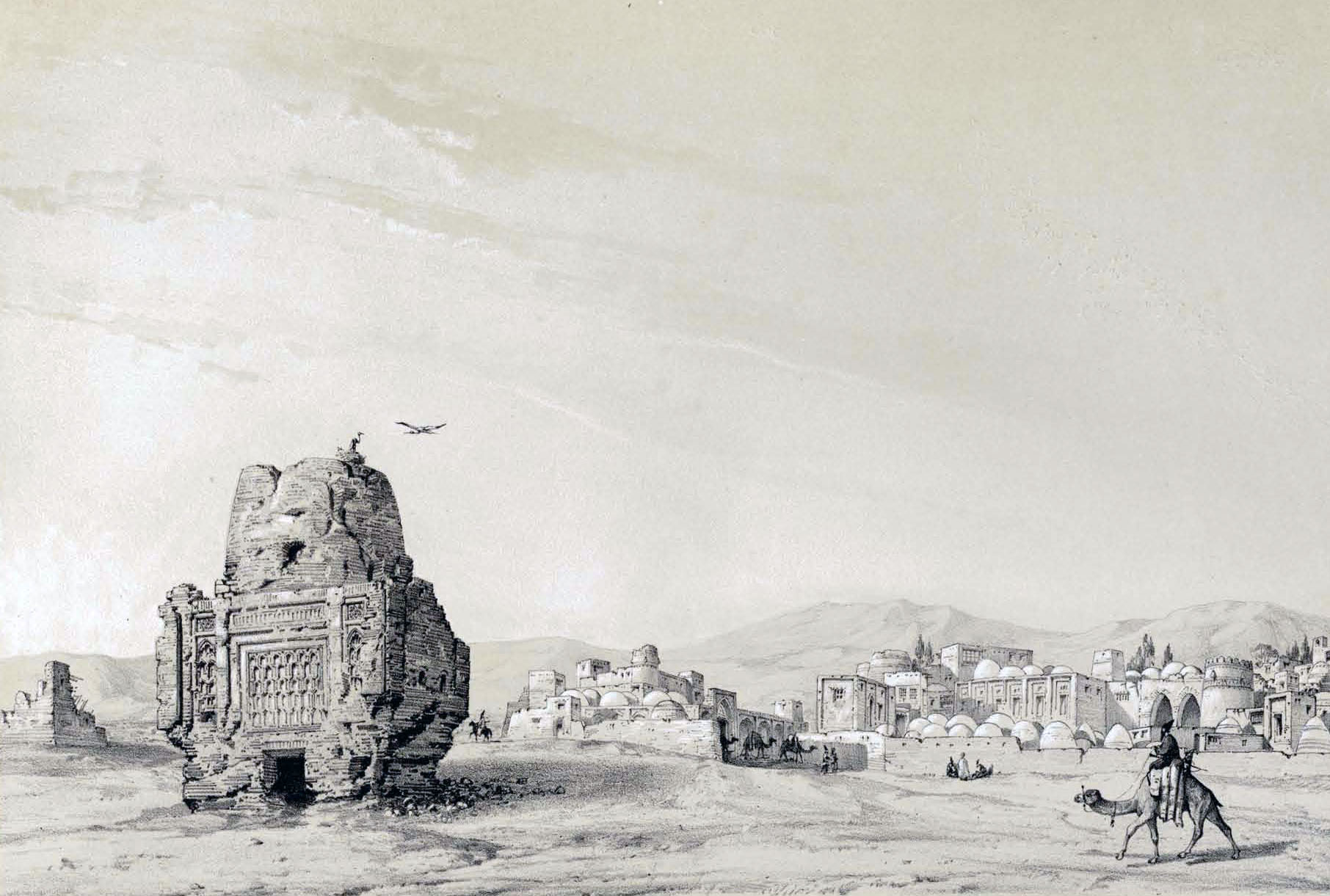
1840년 Eugène Flandin이 그린 타케스탄(Village Siadeh) 그림

타케스탄'(تاكستان, Takestan)은 이란 카즈빈주 타케스탄 카운티의 도시이자 수도이다. 2011년 인구조사에 따르면 인구 수는 120,907명이다.